# Mairasi
Le mairasi est une langue papoue parlée en Indonésie, dans la péninsule de Bomberai, située dans la province de Papouasie occidentale.

## Classification
Le mairasi fait partie d'une famille de langues papoues qui porte le même nom, les langues mairasi. 

## Phonologie
Les consonnes du mairasi sont :

### Consonnes
|              |              | Bilabiales | Dentales | Dorsales | Dorsales | Dorsales  | Glottales |
| ------------ | ------------ | ---------- | -------- | -------- | -------- | --------- | --------- |
| Palatales    | Vélaires     | Bilabiales | Dentales | Vélaires |          |           | Glottales |
| Occlusives   | Sourde       |            | t [t]    |          |          |           | ʔ [ʔ]     |
| Occlusives   | Prénasale    | mb [m͡b]    | nd [n͡d]  |          | ŋg [ŋ͡g]  | ŋgʷ [ŋ͡gʷ] |           |
| Fricative    | Sourde       | ɸ [ɸ]      | s [s]    |          |          |           | h [h]     |
| Fricative    | Sonore       | β [β]      |          |          |          |           |           |
| Affriquée    | Affriquée    |            |          | dʒ [ d͡ʒ] |          |           |           |
| Nasale       | Nasale       | m [m]      | n [n]    |          |          |           |           |
| Liquide      | Liquide      |            | l [l]    |          |          |           |           |
| semi-voyelle | semi-voyelle | w [w]      |          |          |          |           |           |

## Sources
- (en) Mark Donohue, 2007, The Papuan Language of Tambora, Oceanic Linguistics, 46:2, pp. 520-537.